# Nia Coffey
Nia Coffey (ur. 11 czerwca 1995 w Saint Paul) – amerykańska koszykarka występująca na pozycji niskiej skrzydłowej, obecnie zawodniczka Atlanty Dream.
W 2013 została wybrana MVP meczu gwiazd amerykańskich szkół średnich – WBCA High School All-American. Wystąpiła też w meczu gwiazd McDonald’s All-American. Zaliczono ją do I składu All-State (Associated Press - 2012, 2013), Minneapolis Star Tribune All-Metro (2012, 2013), Minnesota Girls Basketball Coaches Association All-State (2012, 2013), III składu USA Today All-USA (2013). Otrzymała też tytuł zawodniczki roku - Minneapolis Star Tribune All-Metro Player of the Year (2013).
11 kwietnia 2019 trafiła w wyniku wymiany z udziałem trzech drużyn do Atlanty Dream.
19 lutego 2020 została wytransferowana do Phoenix Mercury. 1 lutego 2022 zawarła po raz kolejny w karierze umowę z Atlantą Dream. W styczniu 2025 dołączyła do australijskiego Townsville Fire.

## Osiągnięcia
Stan na 16 czerwca 2025, na podstawie, o ile nie zaznaczono inaczej..
NCAA
- Uczestniczka:
  - turnieju NCAA (2015)
  - rozgrywek Sweet 16 turnieju NIT (2014)
- Zaliczona do:
  - I składu:
    - Big 10 (2014–2017)
    - turnieju Big 10 (2016)
    - najlepszych pierwszorocznych zawodniczek Big 10 (2014)

  - II składu najlepszych pierwszorocznych zawodniczek NCAA (2014 przez Full Court)
  - składu honorable mention All-American (2016 przez AP, WBCA, 2017 przez WBCA, Associated Press)

Drużynowe
- Wicemistrzyni Izraela (2018)
- Brąz mistrzostw Polski (2019)[8]

Indywidualne
(* – nagrody przyznane przez portale eurobasket.com, australianbasket.com)
- Zaliczona do*:
  - I składu WNBL (2019)
  - II składu ligi izraelskiej (2018, 2021)[9]
- Liderka w blokach ligi izraelskiej (2021)[9]

Reprezentacja
- Mistrzyni świata U–19 (2013)